# Andréi Kudriashóv
Andréi Alekséyevich Kudriashóv (en ruso: Андре́й Алексе́евич Кудряшо́в; Balakovo, RSFS de Rusia; 10 de julio de 1991 – 18 de mayo de 2024) fue un piloto de motociclismo ruso especialista en speedway.

## Carrera
Kudriashóv lograría relevancia en 2009 luego de ser campeón nacional ruso sub-19 donde obtuvo el máximo de 15 puntos. En ese mismo año Kudryashov terminaría en tercer lugar de la categoría sub-21 con 12 puntos.
El 3 de septiembre de 2009 Kudryashov competiría por primera vez en el motoAllegro Szlaka Piastowska, evento individual en Poznań, Polonia, donde terminó en el lugar 15. Ese fue su inicio dentro del Team Speedway Polish Championship, donde formaría parte del equipo Wanda Kraków en 2010.
Kudriashov en 2011 participó en la clasificación para el Speedway Grand Prix donde consiguió 7 puntos y clasificó, pero fue eliminado. También estuvo en el Individual Speedway Junior World Championship en Gdańsk, Polonia donde avanzó hasta las semifinales en Landshut, Alemania y en el Individual Speedway Junior European Championship]] llegó hasta las semifinales donde terminó en séptimo lugar en Rawicz, Polonia.
En 2011 ganó el Team Speedway Under-21 World Championship junto a Artem Laguta, Vitaly Belousov, Ilya Chalov y Vladimir Borodulin, que se disputó en el Trud Stadium en su ciudad natal Balakovo. Kudriashov ganaría el campeonato nacional ruso en 2015. Sería campeón nacional tres veces más en 2017, 2018 and 2019.

## Enfermedad, fin de carrera y muerte
A inicios de 2023 Kudriashóv se ve obligado a retirarse de las competencias por problemas de salud. Se realizó un diagnóstico de cáncer de piel de células escamosas y vendió todo su equipo para ayudar a su familia. Posteriormente en mayo de 2023 le amputaron la pierna izquierda como medida de los médicos para detener el cáncer. Murió el 18 de mayo de 2024 en Togliatti, región de Samara, tras una larga enfermedad. La despedida del corredor tuvo lugar el 20 de mayo en Tolyatti y el 21 de mayo en su tierra natal, Balakovo.

## Resultados

### Campeonato Mundial
- Campeonato Mundial Sub-21

2010 - Semifinales

### Campeonato Europeo
- Campeonato Europeo Sub-19

2010 - 7.° lugar en semifinales